# جيف جونز (لاعب كرة قاعدة أمريكي)
جيف جونز (بالإنجليزية: Jeff Jones)‏ هو لاعب كرة قاعدة أمريكي، ولد في 22 أكتوبر 1957 في فيلادلفيا في الولايات المتحدة.

## وصلات خارجية
- جيف جونز على موقعبيزبول رفرنس.كوم (الدوري الرئيسي) (الإنجليزية)
- جيف جونز على موقعبيزبول رفرنس.كوم (الدوري الثانوي) (الإنجليزية)